# 中古英语
中古英语（英語：Middle English）是指英格兰王国在中世纪中后期——即从公元1066年诺曼征服英格兰开始到1489年都铎王朝建立结束期间的金雀花王朝时期——所通用的英语变种。这个时期的英语和中世纪早期盎格鲁-撒克逊时期的古英语相比，在读音、拼写、词汇和语法方面都产生了较大的变化，一大部分古英语词汇被淘汰，转而吸收了罗曼语系中法语（诺曼语）和拉丁语的很多词汇和短语。

## 语法
中古英语的语法在形态变化方面发生了简化。名词逐渐失去了古英语复杂的数和格的变化，简化成了单数和复数两种形式，复数以词尾-s表示。形容词则简化成了没有任何变化的词类。
词在句子中的关系不再通过性、数、格的变化来表示，而是由词在句子中的位置来表示。

## 發音
相對於語法上的諸多改變，中古英文在發音上，比起古英文卻沒有太大的變化，仍舊是近似德語的發音方式。

## 词汇
中古英语吸收了大量法语的词汇，数目有几千之多。此外，中古英语还吸收了拉丁语、佛兰芒语、荷兰语、低地德语的一些词汇。同时，大量古英语的词汇由于不再使用而被淘汰。

## 中古英语文选
下文載自《坎特伯雷故事集》（Tales of Caunterbury），喬叟著，14世紀
| 中古英语原文 | 现代英语直译 |
| ------------ | ------------ |
|              |              |
|              |              |
|              |              |
|              |              |
|              |              |
|              |              |
|              |              |
|              |              |
|              |              |
|              |              |
|              |              |
|              |              |
|              |              |
|              |              |
|              |              |
|              |              |
|              |              |
|              |              |

## 参看
- 古英语
- 近代英语
- 现代英语